# Wild Love (Smog)
Wild Love è il quarto album in studio del musicista statunitense Smog, pubblicato nel 1995.

## Tracce
1. Bathysphere – 4:50
2. Wild Love – 1:35
3. Sweet Smog Children – 1:41
4. Bathroom Floor – 1:55
5. The Emperor – 1:11
6. Limited Capacity – 1:18
7. It's Rough – 4:45
8. Sleepy Joe – 3:53
9. The Candle – 2:26
10. Be Hit – 2:23
11. Prince Alone in the Studio – 7:15
12. Goldfish Bowl – 2:00